# Dansk slavhandel

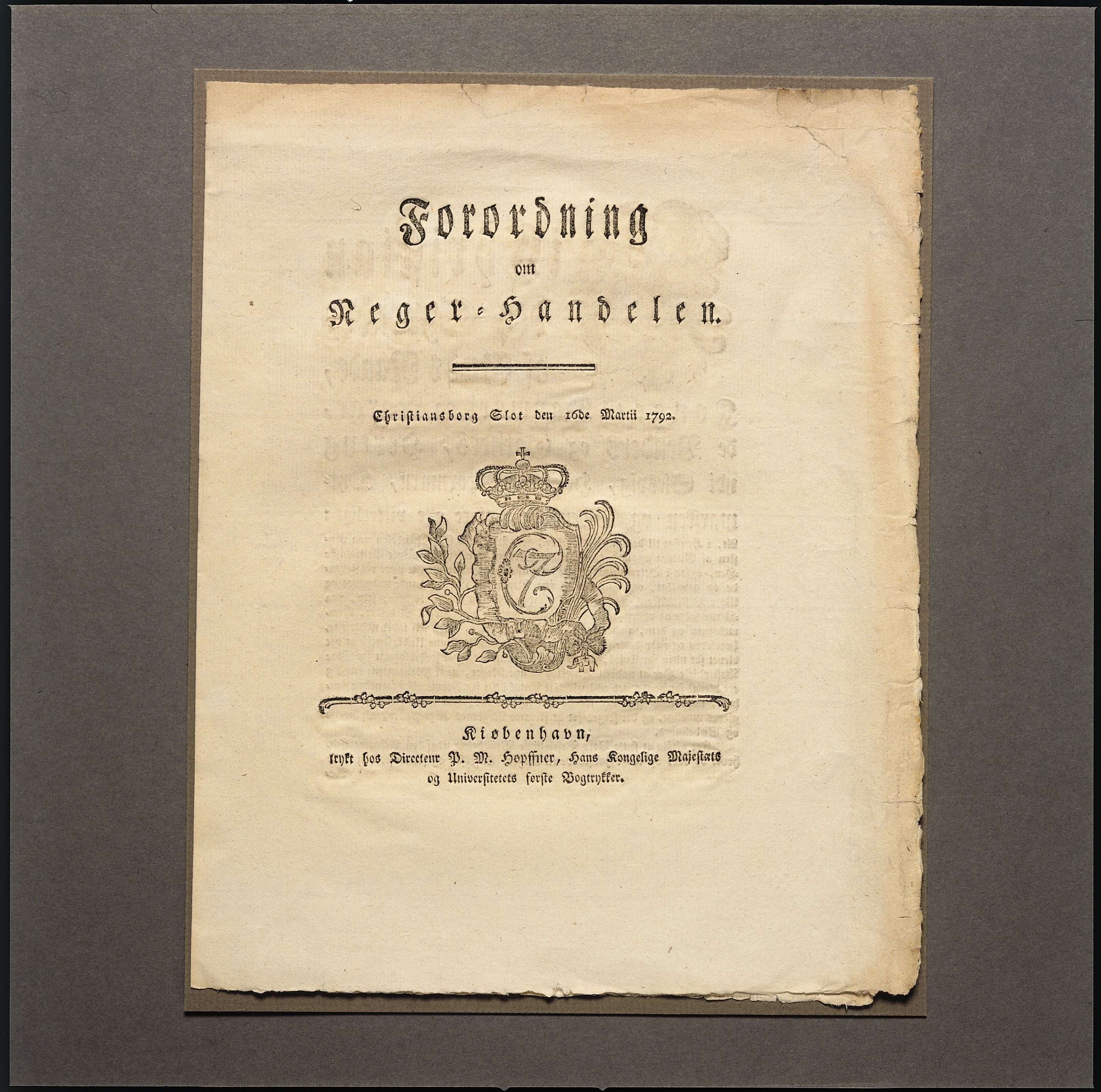
"Forordning om neger-handlen", 1792

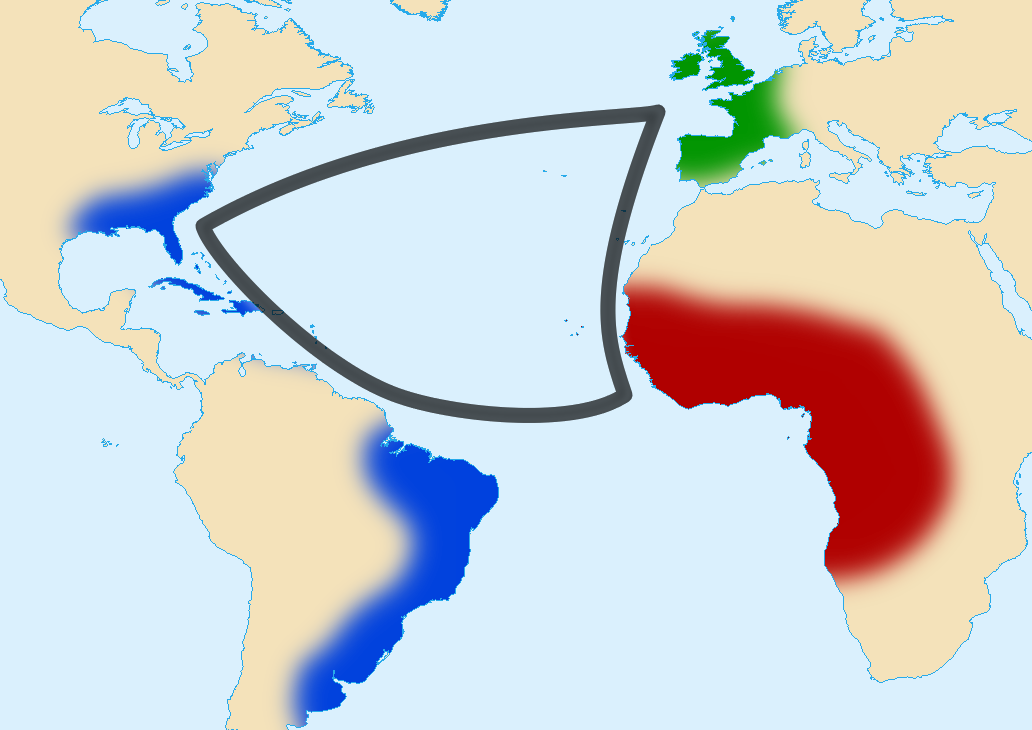
Triangelhandeln.

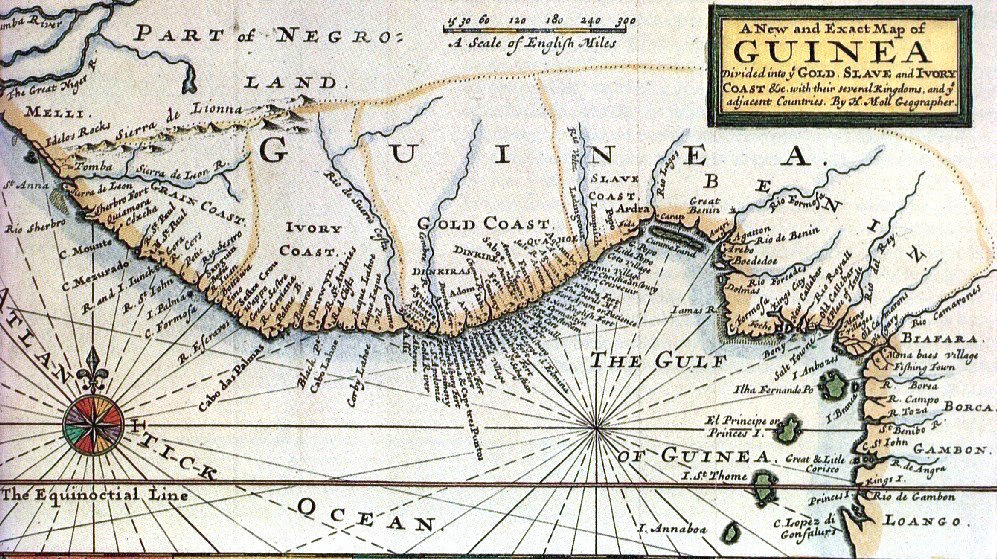
Kort over Guldkysten

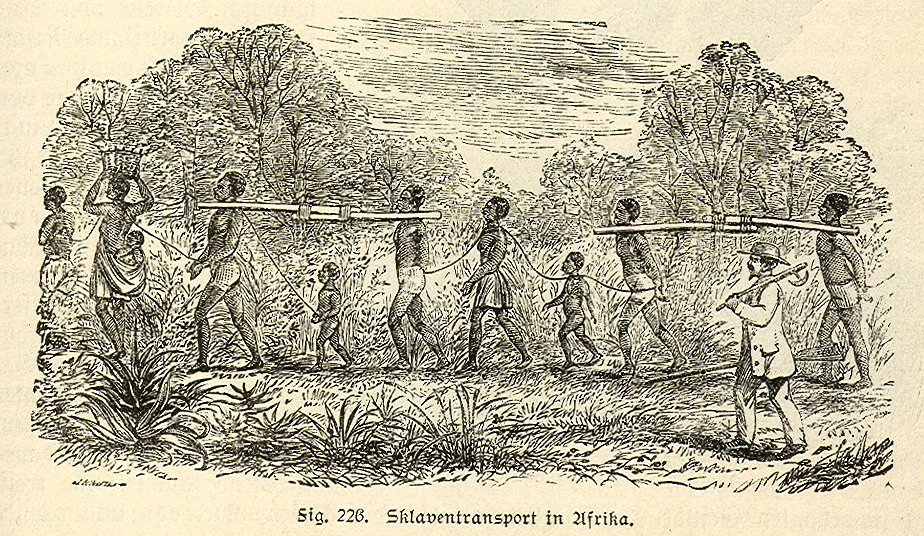
Slavtransport i Afrika

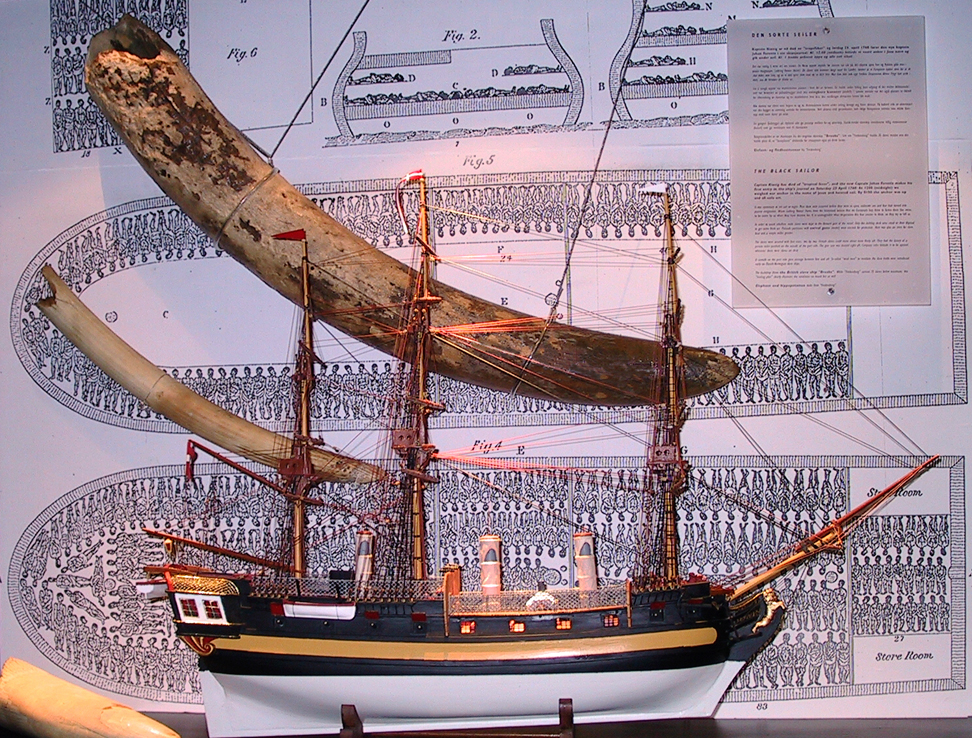
Från utställningen på Aust-Agder kulturhistoriske senter i Arendal. Modell av slavskeppet Fredensborg.

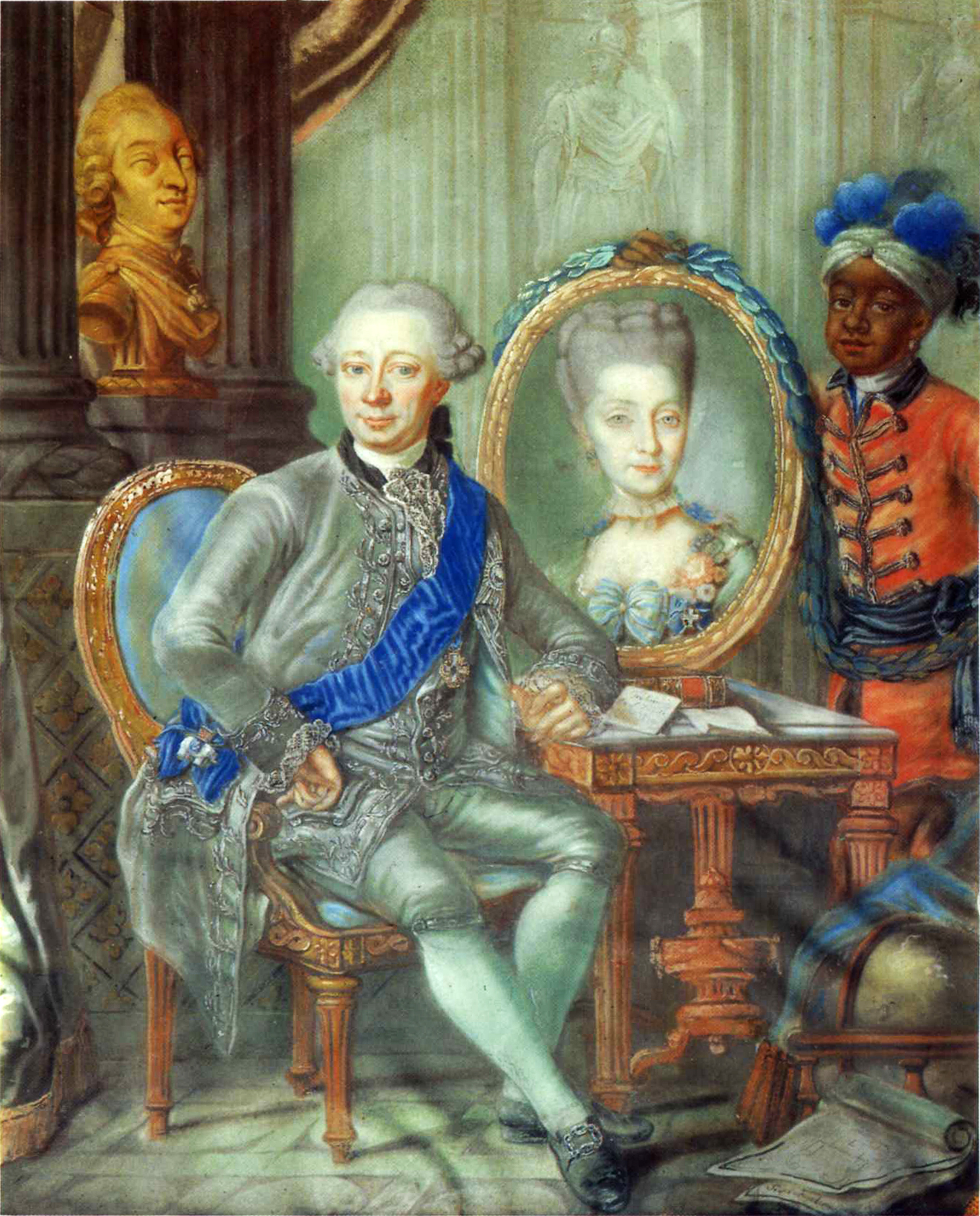
Heinrich Carl von Schimmelmann med sin afrikanska tjänare.

Slavhandel förekom i Danmark under främst två perioder: under vikingatiden och under nymodern tid. Under vikingatiden deltog danska vikingar i den omfattande slavhandel som vikingarna bedrev, då de tillfångatog människor i Europa under sina vikingatåg och sålde dem vidare till främst den muslimska världen. 
Den andra perioden av slavhandel ägde rum i samband med triangelhandeln med Afrika, där dåvarande Danmark-Norge tog del. Den dansk-norska slavhandeln ägde rum i Danmark-Norge mellan 1670-talet och 1803. Omkring 100 000 människor beräknas ha transporterats från Afrika över Atlanten till Västindien på danska eller norska skepp.

## Handeln med trälar
I Danmark liksom i Norge och Sverige förekom under vikingatiden en intensiv handel med trälar både nationellt och internationellt. 
De personer som tillfångatogs av vikingarna under deras räder i Västeuropa, som Irland, kunde säljas på slavhandeln i Dublin, varifrån de såldes vidare till slaveri i al-Andalus,  eller också transporteras till Haithabu eller till Brännö vid Göta älv, och därifrån över Östersjön vidare via Volgas handelsrutt till Ryssland, där slavarna såldes till muslimska köpmän i utbyte mot de silver dirham och siden som har återfunnits i Birka, Wollin och Dublin; under 700- och 800-talen gick slavhandeln mellan vikingarna och den muslimska världen främst via Khazarriket, men från cirka 900 och framåt gick den genom via Volgabulgariska riket, varifrån slavarna transporterades via Khwarizm till  Samanidernas slavmarknad i Bukhara i Centralasien och därifrån vidare till slaveri i Abbasidkalifatet i Mellanöstern.
Denna slavhandel fungerade från åtminstone 786 till 1009, när silvermynt från Samaniderna hittats i Skandinavien, och de människor som kidnappades under vikingarnas räder i Västeuropa såldes troligen  just av vikingarna till araberna i Centralasien, en handel som var så lukrativ att den kan ha bidragit till vikingarnas räder i Västeuropa, som var en av deras källor för slavhandeln.
Vikingarnas slavhandel upphörde under 1000-talet, men en inhemsk handel med trälar fortsatte så länge träldomen förekom. Handeln med trälar upphörde senast på 1200-talet: ett testamente från år 1204 nämner frigivning av trälar, men därefter tycks slaveriet inte längre finnas omtalat. Under 1200-talet övergick träldomen till den livegenskap som blev känd som hoveriet. 
I samband med att Danmark tillägnade sig kolonier i Västindien på 1600-talet återupptogs slavhandeln, denna gång med personer från Afrika.

## Danska triangelhandeln
Den danska slavhandeln var en del av den så kallade triangelhandeln mellan de europeiska hamnarna, handelsfort på Afrikas västkust, och kolonierna i Amerika. Alla danska sjöresor i triangelresan började och slutade i Köpenhamn. I Afrika hade Danmark ett nätverk av handelsfort på Guldkusten (nuvarande Ghana), det mest kända är Christiansborg; i Amerika hade Danmark tre koloniala öar, varav St. Croix var mest känt för sina sockerrörsplantager.
Till en början tillverkades gevär, krut och brännvin i Danmark, som samlades in i Köpenhamn, varifrån fartygen seglade varorna till Afrika. Från Guldkusten till Karibien var slavar den viktigaste lasten, men betydande mängder elfenben kom också via Karibien till Köpenhamn. Från Karibien var sockerrörssirap den viktigaste lasten, tillsammans med tobak och mahogny. Sockerrörssirapen  raffinerades till sockertoppar i Danmark.

### Företag
Ett antal företag har haft huvudansvaret för den danska slavhandeln från Guldkusten till Karibien. Vestindisk-guineisk Kompagni, som ansvarade för handeln ca. 1674 till 1734. 
Från 1765 till 1774 sköttes slavhandeln av företaget Guineisk Kompagni, och 1781-1786 var det Østersøisk-guineisk Selskab i ledningen. Vid sidan av dessa fanns också mindre företag. 
Vestindisk-guineisk Kompagni byggde flera slavfort längs Guineabukten, varav Fort Christiansborg utanför dagens Accra var det största. Företaget köpte slavarna från lokala hövdingar som hade fångat dem i lokala stamkrig, eller själva köpt dem av arabiska slavhandlare. Slavarna köptes i byteshandel mot vapen, krut och brännvin.

### Handelsforten
Överenskommelser gjordes mellan kompanierna och härskarna av Ashanti-folket, Akwamo-folket och Fante-folket inför uppförandet av handelsforten. Européerna konkurrerade med varandra, och det förekom krigshandlingar mellan dem liksom med inhemska folk. Handelsforten bytte ofta ägare. 
Danska västindiska kompaniet hade sex handelsfort på Guldkusten. Det viktigaste var Fort Christiansborg vid en by utanför Accra. De övriga danska handelsforten var Fort Fredensborg i öster vid byn Old Ningo, Fort Prinsensten, Fort Kongensten i Ada, Fort Augustaborg i Teshie och Fort Isegram i Kpone.
Handelsforten hade personal från hemlandet; handelspersonal, hantverkare och soldater, samt präst. De danska män som vistades på Guldkusten ingick ofta tillfälliga äktenskap med afrikanska kvinnor. Den danska kyrkan tillät det på villkor att den afrikanska kvinnan konverterade till kristendomen; de hade tillstånd att följa med till Danmark när deras män reste hem, men det tycks sällan ha hänt. Barnen ur dessa äktenskap kom att utgöra en permanent befolkning runt forten; flickorna gifte sig ofta med män ur nästa generation av fortet personal, medan pojkarna själva ofta anställdes som soldater på fortet.

### Handeln
Slavarna anskaffades av de afrikanska kollaboratörerna som levererade dem vid handelsforten. De flesta av slavarna var krigsfångar. Lokala krig och konflikter mellan grannfolk gav upphov till fångar, som kunde säljas som slavar eller köpas fria. Slavjägare kunde också överfalla byar och i avsikt att tillfångata just människor avsedda för slavhandeln. En del slavar köptes också via den inhemska afrikanska slavhandeln, ofta av afrikaner som tillfångatagits av arabiska slavhandlare. 
Afrikanska hövdingar avgjorde ofta vilka fångar som skulle behållas, säljas tillbaka till sitt folk eller säljas till forten. Ashanti-staden Kumasi var det främsta centrumet för slavhandeln på Guldkusten. Alla slavvägar från norr gick mot Kumasi och vidare till handelsforten längs kusten.
Slavar märktes för att man under denna tidsperiod hade seden att märka sin egendom och eftersom slavar räknades som egendom, märktes de också på det sättet, i deras fall med brännjärn. Danska västindiska kompaniet stämplade sina slavar med ett S på låret: ett järn gjordes glödhett, trycktes mot huden och lämnade ett märke. 
Resan över Atlanten var den svåraste delen av den triangelhandeln. Överfarten skedde nära ekvatorn, där vinden ofta är lugn, och havsströmmen från öst till väst var ofta det enda som bidrog till framdrivningen. Resan över havet tog månader. Hur många slavar som skulle tas ombord och hur nära de skulle stuvas var en fråga som den enskilde slavskepparen fick ta ställning till. Om han packade slavarna tätt kunde kanske fler säljas, men det fanns också en fara att vatten och proviant inte skulle räcka resan ut, vilket ibland innebar att levande slavar kastades överbord för att de andra skulle överleva. På en genomsnittlig resa avled cirka 10 % av slavarna. Det finns flera exempel på att slavarna gjorde uppror under resan. På fartyget Clare lyckades slavarna jaga besättningen från fartyget och gick i frihet i land på Guldkusten 1729.
Danska slavskepp seglade oftast till Christiansted, den viktigaste staden på St. Croix, men de kunde också anlöpa frihamnen Charlotte Amalie på St. Thomas eller Haiti. Vid ankomsten såldes slavarna vanligtvis på auktion på Danska västindiska kompaniets gård. Slavarna såldes vanligtvis till plantageägare, och oftast såldes barnen och de sjuka slavarna sist. Flera danska familjer ägde plantager i Danska Västindien;  på familjen Schimmelmanns plantage på St. Croix arbetade mer än  1 000 slavar. 
Till själva Danmark importerades i allmänhet inte slavar, men enstaka slavar har noterats. Under 1700-talet var svarta tjänare, gärna i form av en ung pojke som page, en statussymbol för Europas överklass. Enstaka sådana pojkar noteras ha funnits i Danmark, även om de tekniskt sett upphörde att vara slavar så snart de anlände. Hans Jonatan och Peter Samuel var två slavar som hade kommit till Köpenhamn från Västindien; den ena arbetade för Henriette Schimmelmann, den andra för plantageägaren Isaak Benner.
Totalt beräknas ungefär 120 000 slavar ha skickats från de danska forten i Guinea till öarna i Västindien. Cirka 50 000 av dessa hamnade i Danska Västindien. 

### Avslutning
År 1792 förbjöds slavhandeln i Danmark genom Forordning om negerhandelen. Förordningen trädde dock i kraft först elva år senare, 1803. Danmark blev därmed det första land i Europa som permanent förbjöd slavhandeln.
Under de tio åren 1792-1803 blomstrade den danska slavhandeln. Det ansågs viktigt att få ett tillräckligt antal kvinnliga slavar på plats i de västindiska kolonierna; syftet var att säkerställa en reproduktiv återväxt bland slavarna i kolonierna när importen upphört. Tidigare hade den stora majoriteten av slavarna som transporterades över havet istället varit manliga slavar, eftersom tonvikten lagts på att slavarnas arbete var hårt fysiskt krävande.
Själva slaveriet i Danska Västindien förbjöds dock inte förrän 1848. Guvernör Peter von Scholten avskaffade slaveriet på St. Croix efter ett slavuppror i staden Frederiksted.